# Orimarga inornata
Orimarga inornata là một loài ruồi trong họ Limoniidae. Chúng phân bố ở miền Australasia.